# Tancerka (rzeźba w Warszawie)

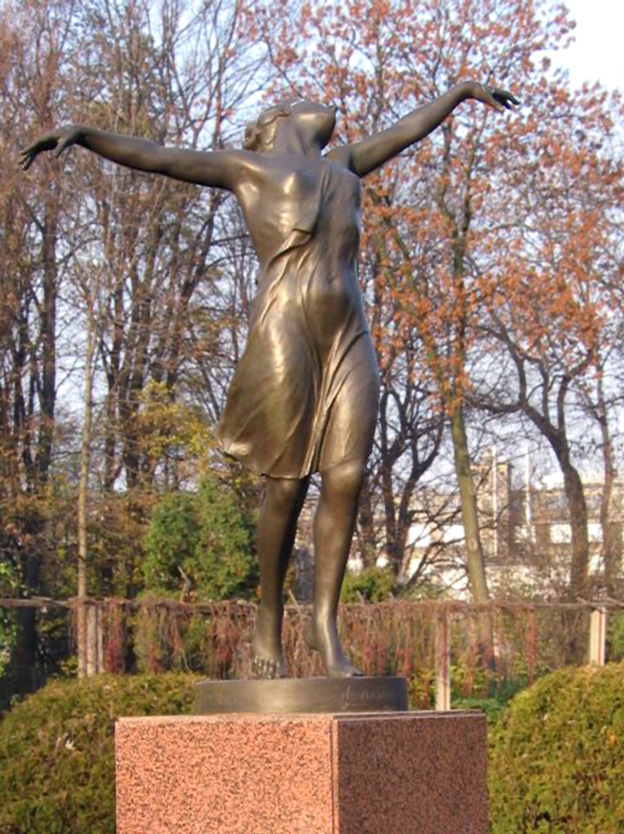
Rzeźba Tancerka w parku Skaryszewskim

Tancerka – rzeźba autorstwa Stanisława Jackowskiego znajdująca się w parku Skaryszewskim w Warszawie.

## Opis
Rzeźba została odlana w pracowni ludwisarskiej Braci Łopieńskich. Została ustawiona w 1927 w ogrodzie różanym w parku Skaryszewskim.

## Galeria

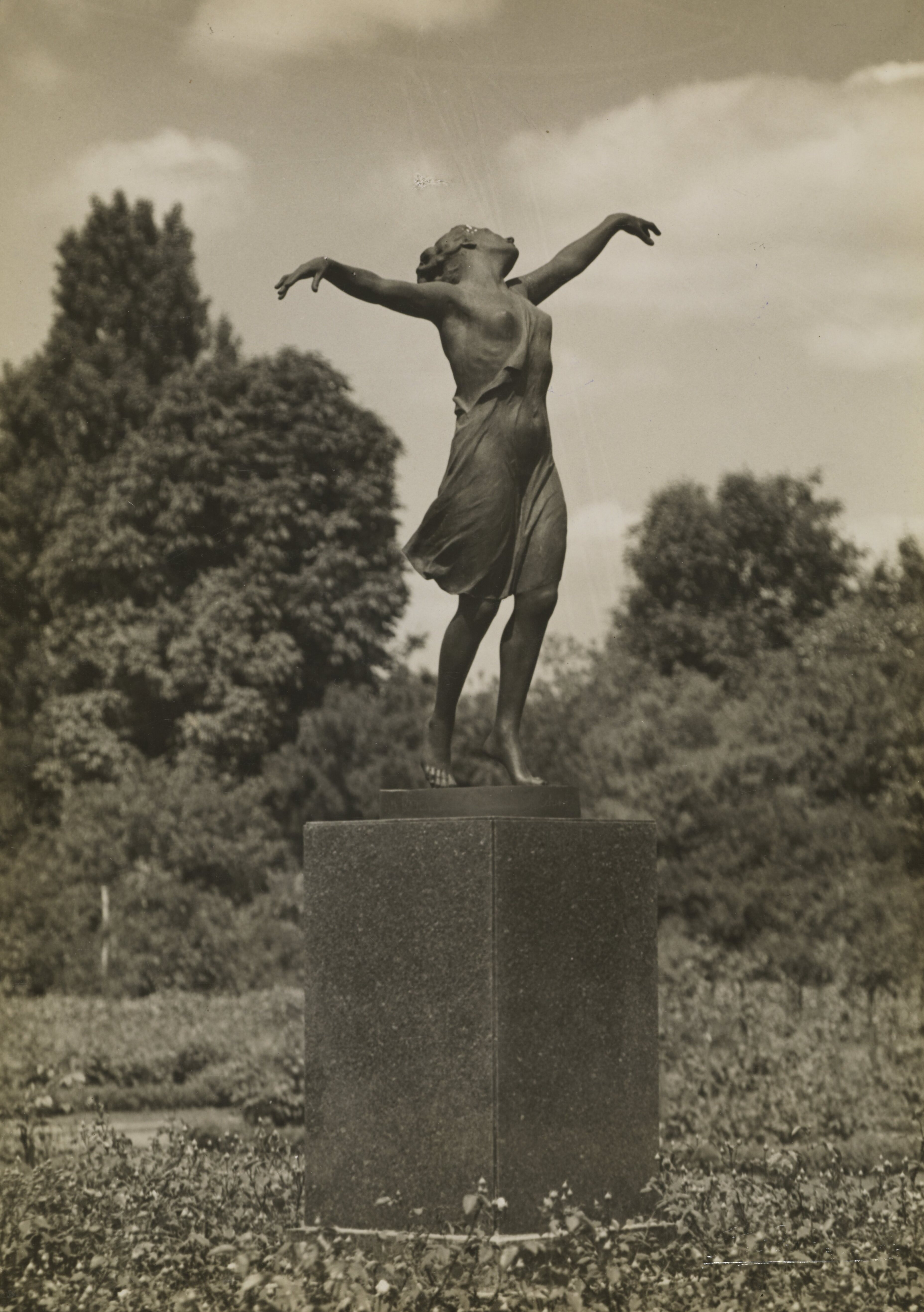
Rzeźba w dwudziestoleciu międzywojennym